# Eupsilia sodalis
Eupsilia sodalis là một loài bướm đêm trong họ Noctuidae.